# Differensmaskinen

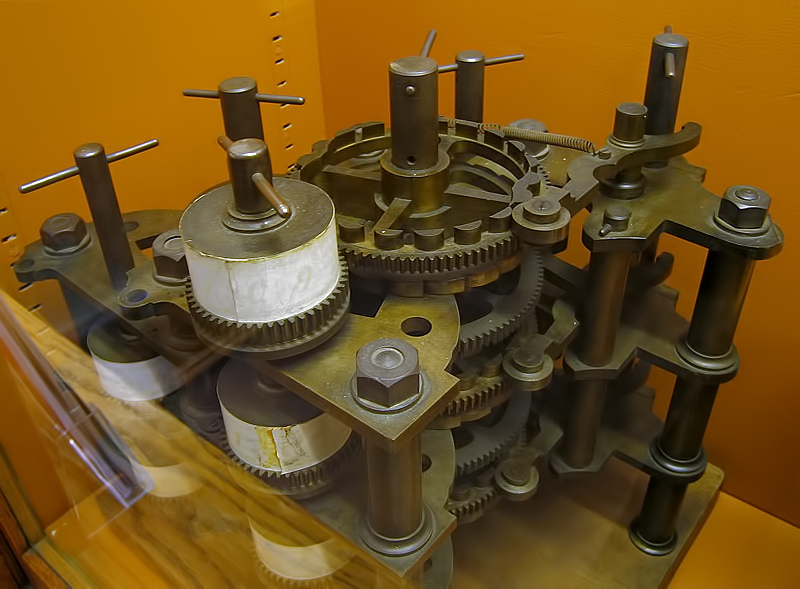
Del av Babbages differensmaskin, byggd ifrån delar funna i Babbages laboratorium av Babbages son efter faderns död.

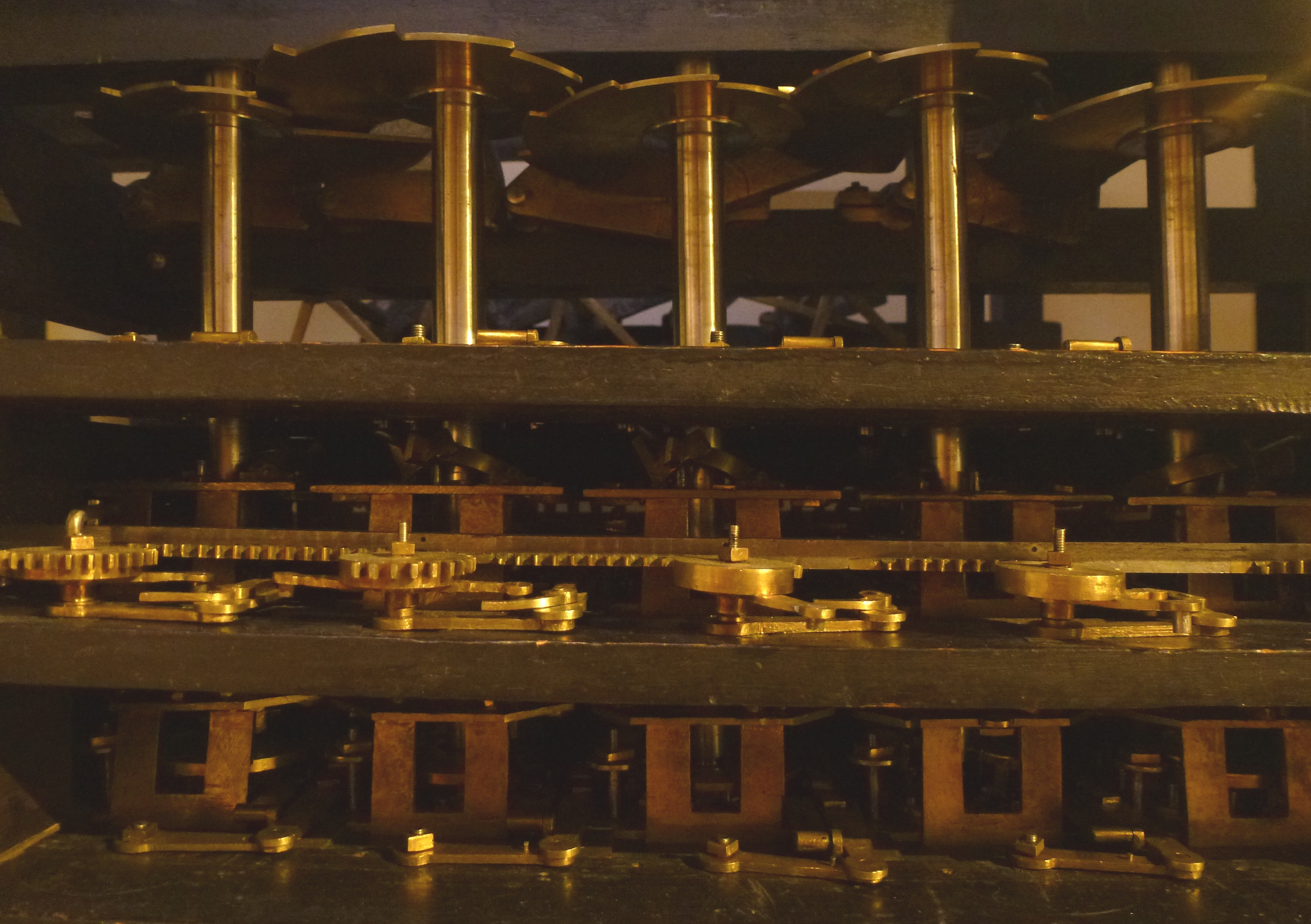
Detalj av Scheutz första differensmaskin från 1843, finns hos Nordiska museet i Stockholm.

Differensmaskinen (eng. the Difference Engine) var namnet på en maskin som Charles Babbage konstruerade men aldrig byggde färdigt. Maskinen var avsedd att beräkna matematiska tabeller med en matematisk metod som kallas differensmetoden. Babbage presenterade sina idéer till maskinen inför Royal Astronomical Society 1821 och fick senare bidrag från den brittiska regeringen för att förverkliga konstruktionen, men p.g.a. olika tekniska problem blev arbetet aldrig slutfört.
Babbage fortsatte och konstruerade en mer avancerad efterföljare som han kallade den analytiska maskinen (the Analytical Engine). Inte heller denna konstruktion färdigställdes, men den betraktas som det första embryot till våra tiders datorer, efter von Neumann-arkitekturen.
Även om Babbage själv inte lyckades tillverka en fungerande differensmaskin, spred sig hans tankar till andra länder, bl.a. Sverige. I Stockholm bestämde sig boktryckaren och uppfinnaren Georg Scheutz för att tillsammans med sin son, ingenjören Edvard, försöka tillverka en differensmaskin.  År 1843 hade de en prototyp färdig, och 1853 hade de en maskin som kunde tas i reguljärt bruk. Den användes för att trycka matematiska tabeller. Maskinen belönades med en guldmedalj på Världsutställningen i Paris 1855 och såldes sedan till ett observatorium utanför New York. Den tredje räknemaskinen beställdes av den brittiska regeringen och användes för beräkning av statistiska tabeller.